# Wręczyca Wielka
Wręczyca Wielka is een dorp in het Poolse woiwodschap Silezië, in het district Kłobucki. De plaats maakt deel uit van de gemeente Wręczyca Wielka en telt ca. 3000 inwoners.